# SN 2004ci
SN 2004ci – supernowa typu II odkryta 16 czerwca 2004 roku w galaktyce NGC 5980. W momencie odkrycia miała maksymalną jasność 17,50m.